# Adelaide de Meissen
Adelaide de Meissen (em tcheco/checo:  Adléta Míšeňská, em alemão:  Adelheid von Meißen; c. 1160 – 2 de fevereiro de 1211), uma membra da Casa de Wettin, foi rainha da Boêmia de 1198-1199 como a primeira esposa do rei Otacar I. Quando seu marido declarou seu casamento nulo e sem efeito, ela deu início a uma longa disputa legal que envolveu numerosos dignitários religiosos e seculares de seu tempo.

## Vida e casamento

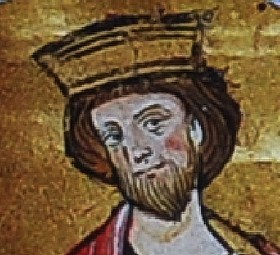
Otacar I, manuscrito iluminado Landgrafenpsalter (1211–1213)

Adelaide nasceu por volta de 1160 como filha do marquês Otão II de Meissen (1125–1190) e sua esposa Edviges de Brandemburgo (falecida em 1203), filha do marquês ascaniano Alberto, o Urso. 
Ela conheceu seu futuro marido na década de 1170, no tempo de seu exílio durante as lutas internas dentro da dinastia premislida da Boêmia. O casal se casou em 1178 sem comparecimento e consentimento de suas famílias. É possível que o casamento tenha sido forçado por causa de sua gravidez. Adelaide deu à luz um filho, Bratislau.
Pouco depois do casamento, quando o casal retornaria à Boêmia, o irmão de Otacar, Frederico (Bedřich), assumiu as rédeas e fez de Otacar um dos líderes de suas forças armadas nas terras da Morávia. Em 1192, o próprio Otacar ascendeu ao trono de Praga e até conseguiu seu reconhecimento pelo imperador da Dinastia de Hohenstaufen Henrique VI; no entanto, ele perdeu apoio e foi deposto logo depois. Ele novamente teve que deixar a Boêmia, junto com sua esposa e quatro filhos.
Adelaide veio a Meissen na corte de seu irmão marquês Alberto, o Orgulhoso. Enquanto isso, Otacar tornou-se um mercenário de  príncipes do Sacro Império de lucrar com a disputa do trono alemão entre o irmão do imperador Henrique, Filipe da Suábia e o duque Guelfo, Otão de Brunsvique. Nessa época o casal se separou. Otacar decidiu resolver o problema de uma forma exclusiva para todos os princípios dinásticos.
No final de 1197, Otacar chegou a um acordo com seu irmão mais novo, Ladislau III, e sucedeu como duque da Boêmia pela segunda vez. Ele finalmente obteve o título real hereditário de acordo com a Bula de Ouro da Sicília, emitida por Filipe da Suábia. Pouco depois, ele repudiou sua esposa e também seu filho adulto, Bratislau. Otacar tinha pelo menos quarenta anos na época e corria o risco de perder o herdeiro. Adelaide e suas filhas ficaram novamente em Meissen, enquanto Bratislau se tornou mercenário na Alemanha e na Itália.
Em 1199, o rei Otacar divorciou-se de Adelaide, oficialmente alegando consanguinidade. Ambos eram descendentes do marquês Henrique de Schweinfurt e do rei polonês Miecislau II Lambert. Eles eram primos de quinto grau uma vez removidos ou primos de quarto grau uma vez removidos.
Otacar casou-se com a princesa Constança da Hungria, filha do rei Bela III, que era seu primo de quarto lugar três vezes afastado, mais tarde, no mesmo ano.
Adelaide, no entanto, não tinha intenção de renunciar a seus direitos nem de ter seus filhos considerados ilegítimos. Ela começou o litígio em 1199, pedido ajuda a família Hohenstaufen e o Papa Inocêncio III. Na disputa pelo trono alemão, ambos os partidos, Hohenstaufen e Guelfo, alternados, defendiam seus direitos. 
Em 1205, Adelaide pôde retornar a Praga por um tempo depois que Otacar assinou um acordo com Filipe da Suábia. Além disso, seu filho primogênito com Constança da Hungria tinha morrido, e Otacar decidiu casar sua filha com Adelaide, Margarida (Dagmar), com o rei Valdemar II da Dinamarca nessa época. No entanto, quando Constança deu à luz outro filho, mais tarde, o rei Venceslau I, em 1205, Adelaide, com suas filhas, teve que deixar a Boêmia definitivamente. 
Ela se aposentou no mosteiro da Santa Cruz em Meissen.

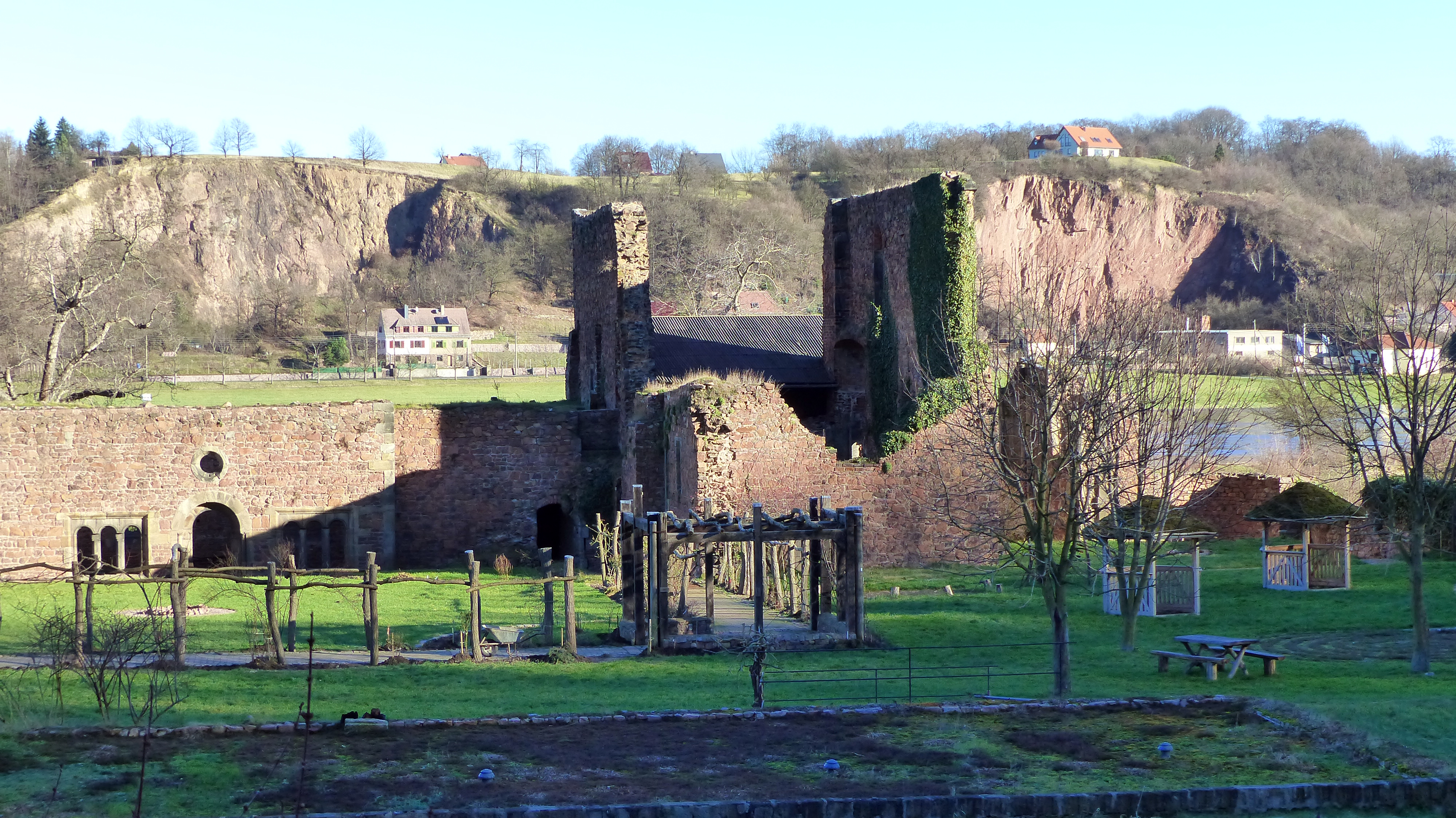
Ruínas da Abadia de Santa Cruz, Meissen

O papa ainda usou o processo pendente como alavanca, mas finalmente decidiu que a cessação do casamento era legal. Adelaide ainda lutava, embora, em 1210, ela tivesse perdido. Ela morreu um ano depois em seu exílio em Meissen.